# ステファン・シュナイダー
ステファン・シュナイダー（Stephan Schneider, 1969年 - ）はドイツ・デュースブルク出身のファッションデザイナー。医者の姉、化学者の父と兄がいる。1990年にアントワープ王立芸術学院ファッション学科に入学、1994年に卒業。また、1994年はマスタープログラムの卒業生が一人という異例の年であった。その翌年自身の名を冠したブランドを設立。アントウェルペンを拠点に活動し、現在パリのメンズコレクションに参加している。（コレクションには参加していないが、レディースも手掛けている）

## デザインの特徴
彼は「ユーモアなきファッションはすなわち死」という独特の哲学をもつ。それは服のフォルム・素材・プリントでしばしば表現される。淡い色味を得意とし、全体的に作品は優しい雰囲気をもっている。